# ATP Challenger Nanchang
Das ATP Challenger Nanchang (offizieller Name: Gangjiang New Area International Challenger) war ein Tennisturnier in Nanchang, China, das von 2014 bis 2016 und von 2018 bis 2019 jährlich stattfand. Es war Teil der ATP Challenger Tour und wurde 2014 bis 2016 im Freien auf Hartplatz und ab dem Jahr 2018 in der Halle auf Sand ausgetragen.

## Liste der Sieger

### Einzel
| Jahr | Sieger            | Finalgegner       | Ergebnis          |
| ---- | ----------------- | ----------------- | ----------------- |
| 2019 | Andrej Martin     | Jordan Thompson   | 6:4, 1:6, 6:3     |
| 2018 | Quentin Halys     | Calvin Hemery     | 6:3, 6:2          |
| 2017 | nicht ausgetragen | nicht ausgetragen | nicht ausgetragen |
| 2016 | Hiroki Moriya     | Chung Hyeon       | 4:6, 6:1, 6:4     |
| 2015 | Peter Gojowczyk   | Amir Weintraub    | 6:2, 6:1          |
| 2014 | Gō Soeda          | Blaž Kavčič       | 6:3, 2:6, 7:63    |

### Doppel
| Jahr | Sieger                        | Finalgegner                        | Ergebnis          |
| ---- | ----------------------------- | ---------------------------------- | ----------------- |
| 2019 | Sander Arends Sam Weissborn   | Alex Bolt Akira Santillan          | 6:2, 6:4          |
| 2018 | Gong Maoxin Zhang Ze          | Ruben Gonzales Christopher Rungkat | 3:6, 7:67, [10:7] |
| 2017 | nicht ausgetragen             | nicht ausgetragen                  | nicht ausgetragen |
| 2016 | Wu Di Zhang Zhizhen           | Nicolás Barrientos Ruben Gonzales  | 7:64, 6:3         |
| 2015 | Jonathan Eysseric Jürgen Zopp | Lee Hsin-han Amir Weintraub        | 6:4, 6:2          |
| 2014 | Chen Ti Peng Hsien-yin        | Jordan Kerr Fabrice Martin         | 6:2, 3:6, [12:10] |